# Phaeolita
Phaeolita é um gênero de traça pertencente à família Arctiidae.